# L'Étoile brisée
L'Étoile brisée (titre original : Ride a Crooked Trail) est un film américain réalisé par Jesse Hibbs en 1958.

## Synopsis
Joe Maybe, bandit notoire, se fait passer pour un officier de police à son arrivée à Little-Rock et le juge Kyle le nomme marshall. Arrive ensuite Tessa, que Maybe fait passer pour son épouse : elle vient reconnaître la banque que son ami Teeler veut attaquer. Cette banque intéresse également Maybe qui fait un marché avec Teeler. Mais, un orphelin, recueilli par le juge, s'installe chez Maybe et Tessa. Tous les deux se prennent d'affection pour lui et Maybe fléchit. La banque est alors attaquée par Teeler ; le juge soupçonne Maybe...

## Fiche technique
- Titre : L'Étoile brisée
- Titre original : Ride a Crooked Trail
- Réalisation : Jesse Hibbs
- Scénario : Borden Chase, d'après une nouvelle de George Bruce
- Musique : Joseph Gershenson (supervision), Henry Mancini (non crédité)
- Chef opérateur : Harold Lipstein
- Montage : Edward Curtiss
- Costumes : Bill Thomas
- Production : Howard Pine pour Universal Pictures
- Durée : 87 minutes
- Genre : Western
- Date de sortie aux  États-Unis : septembre 1958

## Distribution
- Audie Murphy (VF : Jacques Thébault) : Joe Maybe
- Gia Scala (VF : Nadine Alari) : Tessa Milotte
- Walter Matthau (VF : André Valmy) : Juge Kyle
- Henry Silva : Sam Teeler
- Joanna Moore (VF : Jacqueline Ferrière) : Little Brandy
- Eddie Little : Jimmy
- Mary Field (VF : Cécile Didier) : Mrs. Curtis
- Leo Gordon (VF : Yves Brainville) : Sam Mason
- Frank Chase (VF : Jean Daurand) : Ben
- Bill Walker : Jackson
- Richard H. Cutting (VF : Pierre Gay) : le banquier Curtis
- Bob Steele (VF : Marcel Lestan) : Jud (Jack en VF) Blunt
- Ned Wever (VF : Jean Berton) : Maître Stark Clark (Stark en VF)
- Morgan Woodward (VF : René Arrieu) : Durgan (Durgin en VF)
- Rayford Barnes (VF : Jean-Pierre Duclos) : un acolyte de Sam Teeler
- Dale Van Sickle (VF : Henry Djanik) : Clovis